# Juan Miguel Orliens

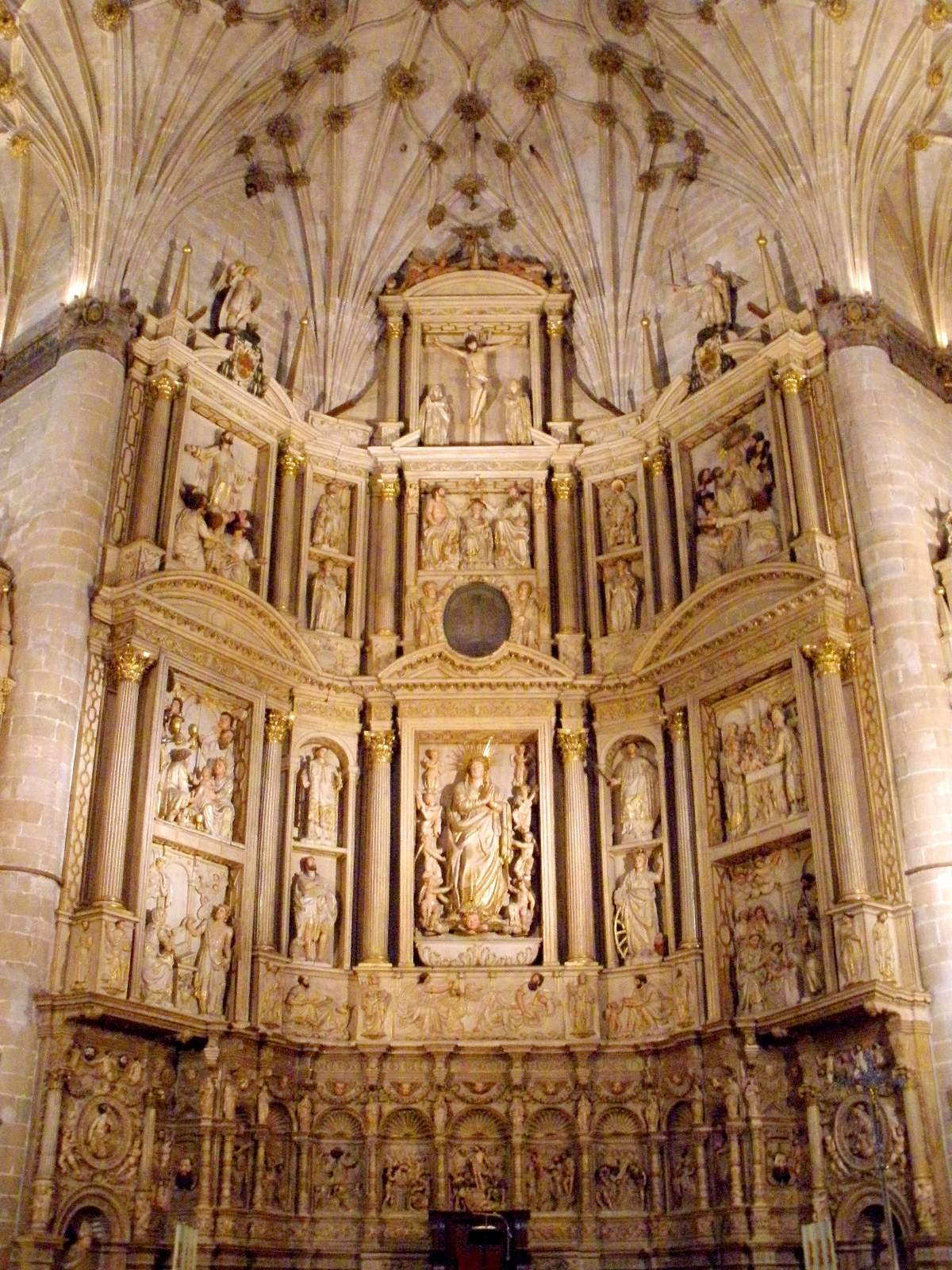
Pedro de Aramendía, Pedro Martínez el Viejo y Juan Miguel Orliens, retablo mayor de la catedral de Barbastro (Huesca), 1600-1602.

Juan Miguel Orliens (ft., 1585-1641) fue un escultor y ensamblador romanista español, activo en Aragón y Valencia en la transición del manierismo al barroco.

## Biografía y obra
Nieto de Nicolás de Shuxes, escultor oriundo de Orleans —Urliens, según la carta de aprendizaje firmada con Damián Forment en 1515— avecindado en Huesca tras colaborar con Forment en el retablo mayor de su catedral, e hijo de Miguel de Orliens, modesto escultor oscense, se le documenta en febrero de 1585 al ser colocado por su padre por espacio de cuatro años como aprendiz del retablista zaragozano Juan Rigalte (documentado 1559-1603), cabeza de un nutrido taller del que salieron los principales artífices de la estética romanista en Aragón.
No se vuelven a tener noticias de Orliens hasta 1595. De este año es el contrato, ya como maestro independiente, del retablo de la ermita de San Jorge de Huesca, concluido en 1597. Formado por un cuerpo con tres calles, remate y banco —con el relieve de la batalla de Alcoraz y la liberación de Huesca por la intervención de san Jorge—, en él se advierte ya la plena asimilación del lenguaje romanista en la sucesión de los órdenes arquitectónicos clásicos y la monumentalidad miguelangelesca de las figuras. No puede descartarse por ello que en esos años previos, para los que no se tienen noticias, visitase Astorga, pues en algunas de sus obras posteriores se advierte con rotundidad la influencia de la obra maestra de Gaspar Becerra. Por los mismos años se encargó del retablo mayor de la iglesia de San Vicente Mártir de Tarazona, ejecutado en colaboración con otro discípulo de Rigalte, Miguel de Zay. En 1598 contrató el retablo del Rosario de la iglesia de Santo Domingo de Huesca, del que se conserva la traza adjunta al contrato, trasladado a la parroquial de Plasencia del Monte (Huesca). El mismo año se estableció en Zaragoza donde permaneció al frente de un activo taller hasta 1626, cuando se trasladó a Valencia para ocuparse del desaparecido retablo de la iglesia de San Juan del Mercado. Por un documento fechado en 1599 consta que en ese año estaba casado con Agustina los Clavos, hermana del también escultor Felipe los Clavos.
Obra fundamental en el proceso de asimilación y difusión del lenguaje romanista en Aragón es el retablo mayor de la Seo de Barbastro en el que trabajó entre 1600 y 1602 junto con Pedro de Aramendía, mazonero, y Pedro Martínez el Viejo, que se encargó de la parte arquitectónica, para completar el amplio basamento labrado por Damián Forment y dejado inacabado a su muerte. En 1606 se encargó del paso procesional del Ecce Homo para la cofradía de la Soledad de Zaragoza y constan pagos efectuados por el obispo Martín Terrer por el trabajo que estaba realizando para su capilla de la Anunciación en la colegiata de Daroca, donde le corresponden el retablo mayor (1605-1609) y las trazas para la reja de la capilla, obra del rejero Juan Blanco. Otra obra importante de esta etapa aragonesa hubo de ser el retablo de la Virgen del Rosario para los dominicos de Ayerbe, contratado en 1613 junto con otras obras menores para la misma iglesia. De 1618 a 1619 trabaja en un tabernáculo para la capilla de Nuestra Señora del Pópulo de la iglesia de San Pablo de Zaragoza.
Ya en Valencia entró en contacto con Juan Ribalta, que lo nombró albacea testamentario (1628) y, tras el retablo de San Juan del Mercado, se hizo cargo de los retablos de los monasterios de San Juan de los Reyes y La Murta (1631-1634) y de la Cartuja de Vall de Cristo, ahora en la iglesia parroquial de Altura.